# Großseiboldsried
Großseiboldsried ist ein Ortsteil der Stadt Regen (Landkreis Regen) im Bayerischen Wald. Der Weiler hat 30 Einwohner (Stand 2004), ist bäuerlich geprägt und besteht aus sieben Familien, darunter ein Vollerwerbslandwirt und drei Nebenerwerbslandwirte jeweils mit Viehzucht und Forstwirtschaft.

## Geographie
Die Ortschaft liegt an einem sanften Hang, ist außerhalb eines Wiesengürtels vollständig von Wald umgeben und Station mehrerer Wanderwege. Großseiboldsried ist nicht an das öffentliche Kanalsystem angeschlossen. Die Einwohner beziehen daher ihr Trinkwasser aus eigenen Brunnen.
Die Ortschaft ist durch die Verbindungen zum Dorf Weißenstein geprägt, was auch darin Ausdruck findet, dass viele Einwohner aktive bzw. passive Mitglieder der Freiwilligen Feuerwehr Weißenstein sind.

## Geschichte
Die erste urkundliche Erwähnung für die Entstehung Großseiboldsrieds stammt aus dem Jahr 1254. Damals wurde das Gut Inferius Eibartsriede im Verzeichnis des Abtes Hermann von Niederaltaich erwähnt. Ausschnitt aus der Geschichte Weißensteins:
1347: Belehnung Hartwig von Degenbergs mit dem Zehent von Regen und Kirchberg. Das war für den wirtschaftlichen Ausbau der Herrschaft sehr wichtig. Später wurde der Zehent eingelöst und die Degenberger vom Herzog direkt damit belehnt. Unter Weißenstein sind folgende Orte aufgezählt: Thannhof, Nidern Czibarczriet (Großseiboldsried) – 3 Güter, 1 Sölde, Obern-Czibarczriet (Kleinseiboldsried) – 1 Hof, 3 Güter.
Bei der Konskription von 1752 gehörte Unterseiboldsried zur Obmannschaft Langbruck im Landgericht Regen. Die zwei Anwesen sowie das Hüthaus der Gmain waren im Besitz der Propstei Rinchnach, während die drei weiteren Anwesen als Niedernseiboldsried unmittelbar dem Pfleggericht Weißenstein unterstanden mit dem dortigen Kastenamt als Grundherr.
Im Jahre 1809/1810 bestand der Weiler aus fünf Hausnummern mit sieben Wohngebäuden und 15 Nebengebäuden, wobei fünf mit Stroh gedeckt waren. Der Wert lag laut Brandassekuranz bei 1.930 Gulden. Die acht Familien (sieben Herdstätten) setzen sich zusammen aus sieben Männern, sechs Frauen, acht Buben, zehn Mädchen, sechs Knechten und fünf Mägden (42 Einwohner).
Bei der Bildung von Steuerdistrikten kam Großseiboldsried 1818 zum Steuerdistrikt Zell, bei der Gemeindebildung 1821 zur Gemeinde Eggenried. Diese wurde am 22. Oktober 1963 in Gemeinde Weißenstein umbenannt, welche am 1. Juli 1964 mit Großseiboldsried in die Stadt Regen eingemeindet wurde.

## Sehenswürdigkeiten
Die Ortschaft besitzt eine kleine Kapelle, die vermutlich 1906 eingeweiht wurde und in welcher alljährlich Maiandachten abgehalten werden. Das Innere enthält einen geschnitzten Marienaltar und große Kreuzwegtafeln. Um das Jahr der Kapellen-Einweihung entstand auch der Brauch einer jährlichen Wallfahrt. Die knapp 3-stündige Wallfahrt führt nach Greising (Deggendorf), wobei die Wegstrecke von Großseiboldsried aus über Langbruck (Mühle), Hochdorf, Hochbruck, Ruselbergstrecke nach Greising führt.